# 149 г. пр.н.е.
149 (сто четиридесет и девета) година преди новата ера (пр.н.е.) е година от доюлианския (Помпилийски) римски календар.

## Събития

### В Римската република
- Консули са Луций Марций Цензорин и Маний Манилий.
- Приет е закона Lex Calpurnia de repetundis, който създава постоянен съд за изнудване и грабителство, включително по обвинения повдигнати от жители на провинциите срещу техните управители и други официални лица.[1]
- Сервий Сулпиций Галба е подложен на съд заради неправомерното си поведение в Испания.[2]
- Рим обявява война на Картаген. Започва Третата пуническа война, която е последната между двете средиземноморски сили.
  - В Африка е стоварена голяма римска войска. Манилий командва сухопътните сили, а Цензорин флота.[1]
  - Пред изпратени от Картаген посланици, търсещи мир, са поставени непосилни и унизителни условия като предаване на всичкото оръжие (което е изпълнено в голяма част) и дори евакуация на града, в очакване на разрушаването му от римляните, и преместване на населението му в нов град, които да е разположен над 16 километра (10 мили) от брега.[1]
  - Картагенският сенат отхвърля римските ултиматуми и градът е обсаден. Първоначалните атаки са отблъснати, а римляните са принудени да се подготвят за дълга обсада.[1]
- Въстанието в Македония, ръководено от претендента за трона на покореното от римляните царство Андриск, постига известни успехи. Римска войска под началството на претора Публий Ювенций Тална е победена.[2]

### В Гърция
- Спарта търси начин да се отдели от Ахейския съюз.[2] Ахейският военачалник Дией предлага съюза да атакува спартанците.[1]

### В Азия
- Прусий II е победен и убит от Никомед и Атал II. Никомед II става цар на Витиния.[2]

## Починали
- Марк Порций Катон Стари, виден древноримски политически деец (роден 234 г. пр.н.е.)
- Прусий II, цар на Витиния (роден 234 г. пр.н.е.)